# Nonadekanol
Nonadekan-1-ol je nasycený mastný alkohol se vzorcem CH3(CH2)17CH2OH.